# Tetilla poculifera
Tetilla poculifera är en svampdjursart som beskrevs av Arthur Dendy 1905. Tetilla poculifera ingår i släktet Tetilla och familjen Tetillidae.
Artens utbredningsområde är Sri Lanka. Inga underarter finns listade i Catalogue of Life.